# Taperuçu-de-coleira-branca
Taperuçu-de-coleira-branca (nome científico: Streptoprocne zonaris) é uma espécie de ave apodiforme da família Apodidae residente desde os Estados Unidos da América, América Central, as ilhas Antilhas, até à Argentina e ao sudeste do Brasil.

## Subespécies
São reconhecidas nove subespécies:
- Streptoprocne zonaris zonaris (Shaw, 1796) - ocorre no sul do Brasil, Bolívia, Paraguai e no norte da Argentina;
- Streptoprocne zonaris mexicana (Ridgway, 1910) - ocorre do sul do México até Belize e El Salvador;
- Streptoprocne zonaris bouchellii (Huber, 1923) - ocorre da Nicarágua até o Panamá;
- Streptoprocne zonaris pallidifrons (Hartert, 1896) - ocorre no arquipélago das Antilhas no Caribe.
- Streptoprocne zonaris subtropicalis (Parkes, 1994) - ocorre nas montanhas da Colômbia até o oeste da Venezuela na região de Mérida e também no Peru;
- Streptoprocne zonaris altissima (Chapman, 1914) - ocorre nos Andes da Colômbia e do Equador;
- Streptoprocne zonaris minor (Lawrence, 1882) - ocorre da Cordilheira dos Andes até a costa norte da Venezuela e na ilha de Trinidad no Caribe.
- Streptoprocne zonaris albicincta (Cabanis, 1862) - ocorre na região tropical do sul da Venezuela e nas Guianas;
- Streptoprocne zonaris kuenzeli (Niethammer, 1953) - ocorre na Cordilheira dos Andes da Bolívia e no noroeste da Argentina.